# 戦争の顔
『戦争の顔』（せんそうのかお、スペイン語: La Cara de la Guerra、英語: The Face of War または The Visage of War）は、スペインの画家サルバドール・ダリが1940年に制作した絵画である。
『内乱の予感』などとともに、戦争に対するトラウマをインスピレーションとした代表作の1つに位置づけられている。
この作品は現在ボイマンス・ヴァン・ベーニンゲン美術館に寄贈されている。

## 概要
『戦争の顔』は、ダリがカリフォルニアに住んでいた短期間（スペイン内戦終結から第二次世界大戦開始までの年）に描かれた。 
砂漠に、頭が落ちている。枯れた植物のように枯れ、恐ろしい表情を浮かべている。口と目の部分には髑髏の顔が書かれている。これは、戦争が無限に続くことを示していると言われている。耳の周りには蛇が絡みついている。右下隅には、ダリ自身の手形が書かれている。